# Costică Canacheu
Costică Canacheu (n. 15 octombrie 1958, com. Budești, județul Călărași) este un politician român, membru al Parlamentului României.

## Copilăria și studiile
La vârsta de 14 ani pleacă la București unde devine elev al liceului Industrial Electroenergetic. După absolvire, Costică Canacheu lucrează ca tehnician electroenergetic la I. D. E. București, până în anul 1989.

## Cariera politică
Participă activ la evenimentele care au condus la  răsturnarea regimului comunist în perioada 21 dec. 1989 - 3 ian. 1990, pentru ca, în februarie 1990 să participe la înființarea Frontului Salvării Naționale, fiind, pe rând, președinte al Consiliului Provizoriu de Uniune Națională, sector 1 în perioada februarie-mai 1990 și membru în Colegiul director al FSN între 1991 și 1992. Tot în această perioadă este ales pentru prima dată deputat în Parlamentul României, pe listele Frontului Salvării Naționale. În legislatura 1990-1992, face parte din Comisia pentru apărare și asigurarea ordinii publice. Tot în această legislatură este inițiator al Proiectului de hotărâre privind controlul serviciilor secrete și de reglementare a situației arhivelor deținute de acestea, al unor amendamente la Legile privind frontiera de stat, Jandarmeria și Poliția Română și al unui proiect de lege privind modificarea Legii locuinței (antedecembristă), cu privire la eliminarea prevederilor ce reglementau spațiul "excedentar".
După alegerile din 1992, a ocupat poziția de director executiv organizare în cadrul campaniei electorate pentru alegerile parlamentare, în paralel, ocupând și funcția de secretar pe probleme organizatorice în Biroul permanent Național al FSN până în 1994. Tot în 1992 face parte, alături de Petre Roman și Traian Băsescu din grupul în jurul căruia s-a construit Partidul Democrat – FSN, prin divizarea Frontului Salvării Naționale. Ulterior, la 11 mai 1993, F.S.N. fuzionează prin absorție cu Partidul Democrat, schimbându-și denumirea în Partidul Democrat, înregistrat ca persoană juridică prin decizia nr. 13 din 23 mai 1993 a Tribunalului Municipiului București. Convenția Națională Extraordinară din 28-29 mai 1993 de la Constanța aprobă această fuziune și modificarea Statutului.
Între 1994 și 1999 ocupă, pe rând, diverse funcții în cadrul Partidului Democrat până când, în 1999 este ales Președinte al Organizației Sectorului 1, funcție pe care o deține până în 2001. În această calitate, în 2000 coordonează campania electorală a Organizației Sectorului 1, reușind să obțină un scor aproape dublu față de scorul general al Partidului Democrat în acele alegeri. A reușit acest lucru coagulând energiile unei echipe, formată în cea mai mare parte din tineri, reușind să convingă electoratul că Partidul Democrat este un partid modern, de cuprindere națională, un partid mereu capabil de inovare.
Rezultatele foarte bune din alegeri l-au propulsat în conducerea Partidului Democrat, unde devine, pe rând, membru în Biroul permanent al Organizației Municipiului București și apoi membru în Consiliul Național de Coordonare al PD, pentru ca, din 2002, să ocupe funcția de secretar executiv în Biroul Permanent Național al Partidului Democrat.
În 2000 este ales din nou deputat în circumscripția electorală nr. 42 București, fiind membru supleant al Delegației Parlamentului României la Adunarea Parlamentară a Consiliului Europei și președinte al Grupului parlamentar de prietenie cu Macedonia, țară de care este foarte atașat, mai ales că acolo trăiește o importantă comunitate aromână. În Parlament se remarcă prin conștiinciozitate, fiind unul dintre deputații cu cel mai ridicat grad de prezențe la lucrările Camerei. A avut, în mandatul 2000-2004, mai multe propuneri legislative care vizau regimul acordării burselor private, sprijinul acordat investitorilor pentru construirea unor cămine studențești private sau regimul juridic al Consiliului Tineretului din România. Toate aceste propuneri au rezultat în două legi, Legea nr. 425 din 25 octombrie 2004, privind instituirea Zilei Naționale a Tineretului, în data de 2 mai și Legea nr. 350 din 20 iulie 2006, cunoscută și ca „Legea Tinerilor”, care reglementează cadrul juridic necesar asigurării de condiții adecvate integrării socio-profesionale a tinerilor, conform necesităților și aspirațiilor acestora. Tot în mandatul 2000-2004 este și membru în Comisia de apărare, ordine publică și siguranță națională, fiind inițiator al unor amendamente privind modificarea Legii organizării Poliției Române și a Legii Statutului polițistului și al altor amendamente specifice activității comisiei.
Este ales din nou deputat în circumscripția electorală nr. 42 București, în 2004, pe listele Alianței Dreptate și Adevăr PNL-PD, fiind validat în data de 17 decembrie 2004. În această perioadă este secretar al Grupului parlamentar al Partidului Democrat care se transformă în Grupul parlamentar al Partidului Democrat-Liberal în feb-2008. Din februarie 2008 devine vicelider al acestui grup parlamentar. Este în continuare membru al Comisiei de apărare, ordine publică și siguranță națională, al cărei președinte devine în martie 2007 și președinte al Grupul parlamentar de prietenie cu Albania, vicepreședinte al Grupul parlamentar de prietenie cu Republica Elenă și membru în grupurile de prietenie cu Republica Macedonia și Bulgaria, toate țări cu o importantă comunitate aromână.
Activitatea lui în Comisia de apărare, ordine publică și siguranță națională s-a materializat în proiectul de Lege pentru completarea art. 9 din Legea nr. 164/2001 privind pensiile militare de stat, republicată, în Legea 233/2007 pentru modificarea anexelor la unele acte normative din domeniul sistemului național de decorații și, mai ales, în Legea 268/2007 pentru completarea Legii nr. 182/2002 privind protecția informațiilor clasificate.
Costică Canacheu s-a implicat și în organizarea Comunității Aromânilor din România (CAR). Inițiativele lor nu au rămas fără ecou la Bruxelles și la Strasbourg, unde CAR a devenit membră a FUEN – Uniunea Federală a Naționalităților Europene, organism consultativ al Consiliului Europei.

## Om de afaceri
Costică Canacheu a fost președinte al Consiliului de administrație al tipografiei Neico Group SRL în perioada 1993 - 2000. Compania are aproximativ 200 de clienți, companii românești și multinaționale. Printre aceștia, se numără Aerotravel Lufthansa City Center, Coca-Cola HBC România, SNP Petrom S.A. Sucursala Petrobrazi, JT-International (România) SRL, Piraeus Bank România sau Daewoo Automobile România SA.